# Presidio Modelo

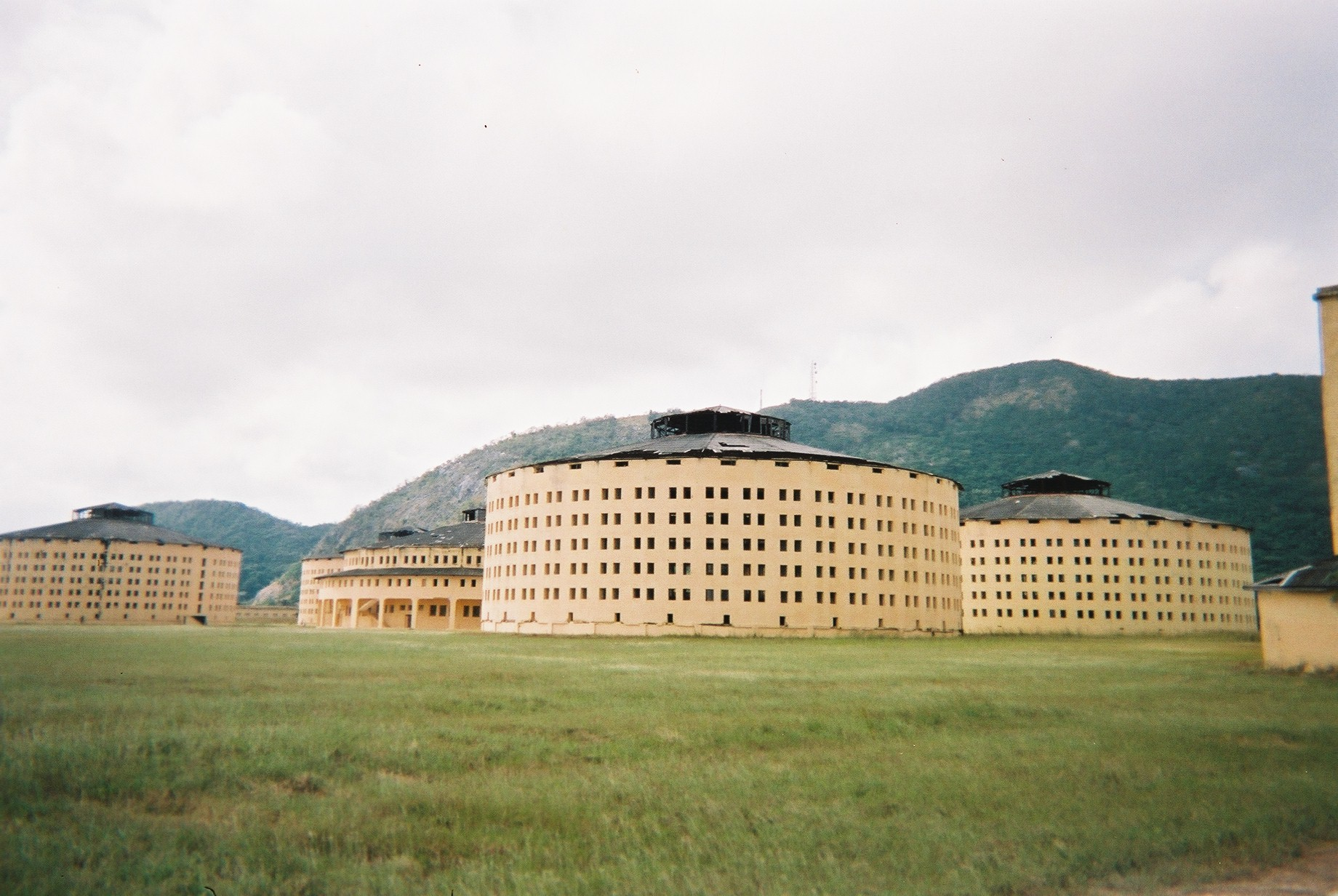
De ronde gevangenistorens (2005)

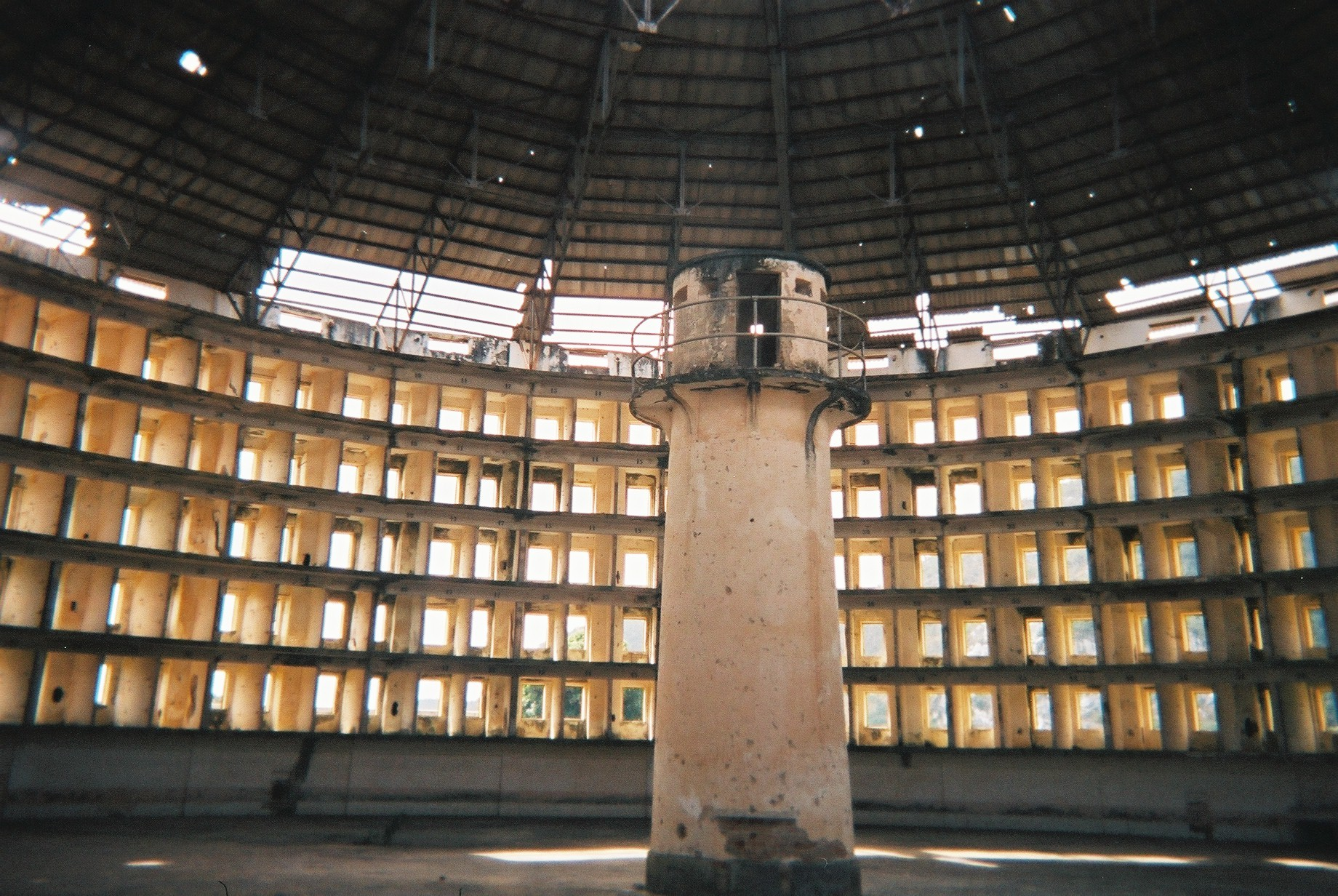
interieur (2005)

De Presidio Modelo was een gevangenis op Isla de Pinos (nu Isla de la Juventud) in Cuba. Het ligt in een buitenwijk van Nueva Gerona. Het werd in 1967 gesloten en is in gebruik als museum.
De gevangenis werd tussen 1926 en 1928 gebouwd onder president Gerardo Machado. Het was een modelgevangenis gebouwd volgens het panopticum architectonisch principe. Het panopticon maakt het mogelijk grote groepen mensen te bewaken en te disciplineren. Op het terrein staan vijf ronde blokken met de cellen gebouwd in rijen rond centrale observatieposten. De gebouwen waren berekend op maximaal 2500 gevangenen. Verder zijn er gebouwen met kantoren en technische ruimten en woningen voor het personeel.
De meeste overlevenden van de rebellenaanvallen op de Moncadakazerne, waaronder Fidel Castro en zijn broer Raúl werden daar opgesloten. Ze bleven daar van 1953 tot 1955. De straffen waren aanzienlijk langer, maar president Fulgencio Batista verleende amnestie op 15 mei 1955. In de tijd dat Castro er zat, waren er 6000 gevangen en was de gevangenis overbevolkt.
Na de machtsovername in 1959 bleef Presidio Modelo in gebruik. In 1961 was de gevangenis nog steeds overbevolkt en dit leidde tot rellen en hongerstakingen. Prominente Cubaanse politieke gevangenen zoals dichter en activist Armando Valladares en Pedro Luis Boitel hebben hier enige tijd gevangengezeten. In 1967 werd de gevangenis gesloten.
Het complex doet nu dienst als museum en is uitgeroepen tot rijksmonument. Het oude administratiegebouw doet nu dienst als school en onderzoekscentrum. De ronde torens verkeren in slechte staat. 